# Gobi-Altai-Aimag
Gobi-Altai-Aimag este un aimag, (provincie) în Mongolia.